# Петровірівська волость
Петровірівська волость — історична адміністративно-територіальна одиниця Тираспольського повіту Херсонської губернії.
Станом на 1886 рік складалася з 9 поселень, 9 сільських громад. Населення — 1499 осіб (785 чоловічої статі та 714 — жіночої), 286 дворових господарств.
|                     | Площа, десятин | У тому числі орної, дес. |
| ------------------- | -------------- | ------------------------ |
| Сільських громад    | 1935           | 1337                     |
| Приватної власності | 23127          | 9227                     |
| Казенної власності  | —              | —                        |
| Іншої власності     | 120            | 60                       |
| Загалом             | 25182          | 10624                    |

Поселення волості:
- Петровірівка (Поплавське) — містечко при річці Великий Куяльник за 79 верст від повітового міста, 236 осіб, 45 дворів, православна церква, єврейська синагога, лікарня, школа, поштова станція, земська станція, аптека, паровий млин, 14 лавок, 5 винних погребів, 2 винних склади, 4 постоялі двори, базари через 2 тижня по неділях.
- Єлізаветівка (Курдиманове) — село при річці Великий Куяльник, 322 особи, 71 двір, станова квартира 2-го стану, молитовний будинок, школа, земська станція.